# Donatan
Witold Marek Czamara (Krakau, 2 september 1984), beter bekend onder zijn artiestennaam Donatan, is een Pools zanger.

## Biografie
Witold Czamara werd in september 1984 geboren uit een Russische moeder en een Poolse vader. In 2002 begon hij op te treden, en in 2007 bracht hij zijn eerste album uit, getiteld Brudne Południe. In 2006 verhuisde hij naar de Russische stad Taganrog, alwaar hij trouwde. Hij werd meermaals bekritiseerd voor zijn oproep tot panslavisme en het promoten van het gebruik van communistische symbolen.
In februari 2014 werd hij door de Poolse openbare omroep aangeduid als Pools vertegenwoordiger op het Eurovisiesongfestival 2014. Met Cleo maakte hij het nummer My Słowianie, maar Donatan stond zelf niet op het podium in de Deense hoofdstad Kopenhagen. Zangeres Cleo werd bij het optreden bijgestaan door enkele dames met diepe decolletés. Het lied haalde er in de finale de 14de plaats.
1994: Edyta Górniak · 
1995: Justyna Steczkowska · 
1996: Kasia Kowalska · 
1997: Anna Maria Jopek · 
1998: Sixteen · 
1999: Mietek Szcześniak · 
2001: Piasek · 
2003: Ich Troje · 
2004: Blue Café · 
2005: Ivan & Delfin · 
2006: Ich Troje · 
2007: The Jet Set · 
2008: Isis Gee · 
2009: Lidia Kopania · 
2010: Marcin Mroziński · 
2011: Magdalena Tul · 
2014: Donatan & Cleo · 
2015: Monika Kuszyńska · 
2016: Michał Szpak · 
2017: Kasia Moś · 
2018: Gromee feat. Lukas Meijer · 
2019: Tulia · 
2021: Rafał · 
2022: Ochman · 
2023: Blanka · 
2024: Luna · 
2025: Justyna Steczkowska
- International Standard Name Identifier: 0000 0004 0971 7315
- MusicBrainz: 73e93d62-7374-430a-8d36-4563388fd794
- Virtual International Authority File: 303674451